# Dharmendra Modha

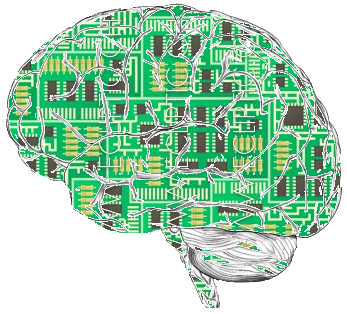
Artificial Fiction Brain

Dharmendra S. Modha (* 1969) ist Manager für Rechnerkognition (cognitive computing) am IBM Almaden Research Center. Außerdem lehrt er an der University of California, Berkeley. Er hat die funktionalen Elemente des Gehirns einer Maus – allerdings 10-mal langsamer – im Computer simuliert und angekündigt, bis 2018 ein menschliches Gehirn mit natürlicher Geschwindigkeit der Denkprozesse nachzubauen ("re-create").

## Publikationen
- Bibliographie von der Uni Trier